# Олд-стріт (станція)
51°31′34″ пн. ш. 0°05′16″ зх. д. / 51.526111° пн. ш. 0.087778° зх. д.
Олд-стріт (англ. Old Street) — станція Лондонського метро та National Rail, під рогом Олд-стріт та Сіті-роуд у центральному Лондоні, Англія. Розташована у 1-й тарифній зоні, у лондонському боро Ізлінгтон, між метростанціями Північної лінії Моргейт та Ейнджел, та Northern City Line — між Моргейт та Ессекс-роуд. Пасажирообіг для метростанції на 2017 рік — 26.38 млн осіб та залізничної станції — 5.757 млн осіб

## Історія
- 17 листопада 1901 — відкриття станції у складі City and South London Railway (C&SLR)
- 14 лютого 1904 — відкрито платформи Northern City Line

## Послуги
| Попередня станція | Лінія | Лінія                             | Лінія | Наступна станція |
| ----------------- | ----- | --------------------------------- | ----- | ---------------- |
| Моргейт           |       | Лондонське метро Північна лінія   |       | Ейнджел          |
| Моргейт           |       | Great Northern Northern City Line |       | Ессекс-роуд      |